# Çayırlı (Midyat)

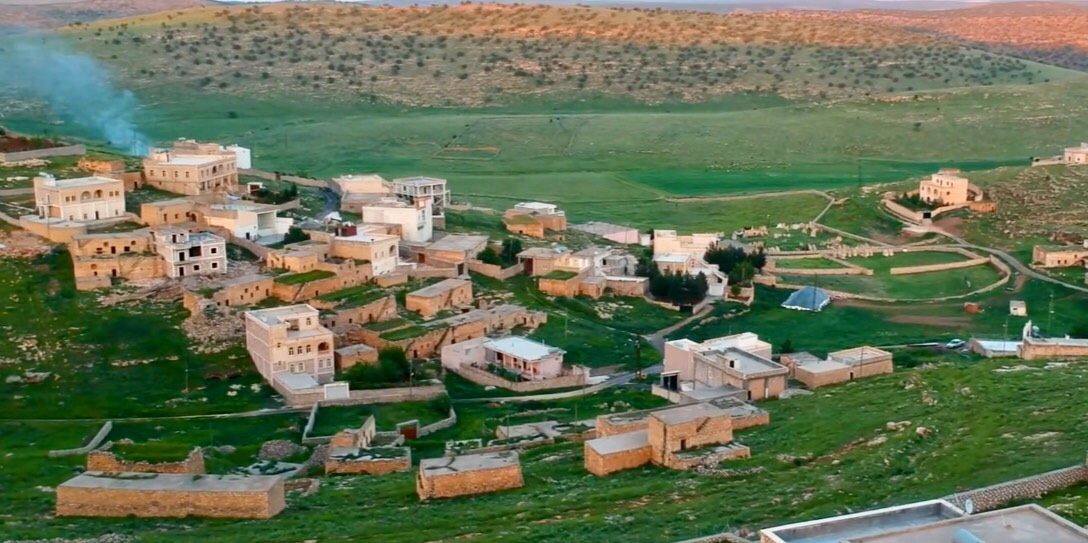
Blick auf Çayırlı

Çayırlı (kurmandschi: Kefnas) ist ein jesidisches Dorf im Südosten der Türkei. Das Dorf liegt ca. 13 km südöstlich von Midyat im gleichnamigen Landkreis Midyat in der Provinz Mardin. Der Ort befindet sich im Gebirgszug Tur Abdin in Südostanatolien.

## Lage
Çayırlı (Kefnas) liegt ca. 2 km östlich vom jesidischen Dorf Koçan und ca. 2 km nordöstlich von Çörekli.

## Geschichte und Bevölkerung
Der ursprüngliche Name des Dorfes lautet Kefnas (oder Kevnas). Durch die Türkisierung geographischer Namen in der Türkei wurden die Dörfer umbenannt. Çayırlı ist heute meist ein verlassenes Dorf. Das Dorf hatte ausschließlich jesidische Bevölkerung. Die Jesiden aus dem Ort sind größtenteils nach Deutschland geflüchtet.